# Temptation Island (quattordicesima edizione)
La quattordicesima edizione del reality show Temptation Island è andata in onda in prima serata su Canale 5 dal 3 al 31 luglio 2025 per otto puntate con la conduzione di Filippo Bisciglia. Le prime tre, la quinta e l'ultima puntata sono andate in onda di giovedì, mentre la quarta e la settima puntata sono andate in onda di mercoledì e la sesta puntata è andata in onda di martedì.
Una delle principali riconferme di questa edizione è il numero delle coppie partecipanti, che ammonta a sette come nella nona, nell'undicesima, dodicesima e l'edizione precedente e di conseguenza il numero di tentatori e tentatrici è rimasto tredici.
In seguito al successo di questa edizione, Mediaset ha deciso inizialmente di allungare il programma di una puntata, e poi successivamente di due: la novità di questa edizione infatti, è stata l'aumento di puntate, che per la prima volta nella storia del programma sono state otto, diventando così l'edizione più lunga di tutte. Inoltre, questa è stata la prima volta in cui Mediaset ha mandato in onda le ultime tre puntate nella stessa settimana.
Il motto di questa edizione è: Perché solo chi ha il coraggio di mettersi alla prova può arrivare alla verità.
La sigla finale per gli Highlights di ogni puntata è stata Vampire di Olivia Rodrigo per la seconda edizione consecutiva.
Per la terza volta nella storia del programma, nessuna delle coppie ha raggiunto i 21 giorni prestabiliti per il falò di confronto finale.
Oltre alla messa in onda su Canale 5, il programma è replicato anche sui canali La5 e Mediaset Extra.

## Le coppie
Le coppie che partecipano all'edizione sono le seguenti:
     La coppia ha deciso di uscire insieme / La coppia è ancora insieme.
     La coppia ha deciso di uscire separati / La coppia si separa dopo il programma.
     La coppia è stata espulsa.
     La coppia non affronta il falò di confronto e deve abbandonare il programma.
     Il fidanzato / la fidanzata richiede il falò di confronto finale ma immediato e anticipato
     La coppia partecipa al falò di confronto finale al termine dei 21 giorni.
     La coppia non partecipa al falò di confronto straordinario.
     La coppia è in pausa.
| Coppia | Coppia                  | Coppia | Relazione                    | Decisione                    | Decisione                | Decisione           | Decisione              | Note                            |
| n°     | Partecipanti            | Età    | Relazione                    | Falò di confronto            | Falò di confronto        | Falò di confronto   | Dopo Temptation Island | Note                            |
| n°     | Partecipanti            | Età    | Relazione                    | Anticipato                   | Straordinario            | Straordinario       | Dopo Temptation Island | Note                            |
| ------ | ----------------------- | ------ | ---------------------------- | ---------------------------- | ------------------------ | ------------------- | ---------------------- | ------------------------------- |
| 1      | Rosario Guglielmi       | 29     | fidanzati da 2 anni          | Insieme (Puntata 7)          | Non partecipanti         | Non partecipanti    | In pausa               | [ N 1 ]                         |
| 1      | Lucia Ilardo            | 27     | fidanzati da 2 anni          | Insieme (Puntata 7)          | Non partecipanti         | Non partecipanti    | In pausa               | [ N 1 ]                         |
| 2      | Angelo Scarpata         | 33     | fidanzati da 1 anno e 6 mesi | Separati (Puntata 7)         | Non partecipanti         | Non partecipanti    | Separati               | [ 5 ]                           |
| 2      | Maria Concetta Schembri | 37     | fidanzati da 1 anno e 6 mesi | Separati (Puntata 7)         | Non partecipanti         | Non partecipanti    | Separati               | [ 5 ]                           |
| 3      | Valerio Ciaffaroni      | 26     | fidanzati da 5 anni          | Separati (Puntata 6)         | Non partecipanti         | Non partecipanti    | Separati               | [ N 2 ]                         |
| 3      | Sarah Esposito          | 24     | fidanzati da 5 anni          | Separati (Puntata 6)         | Non partecipanti         | Non partecipanti    | Separati               | [ N 2 ]                         |
| 4      | Antonio Panico          | 33     | fidanzati da 1 anno          | Insieme (Puntata 6)          | Non partecipanti         | Non partecipanti    | Insieme                | [ N 3 ]                         |
| 4      | Valentina Riccio        | 32     | fidanzati da 1 anno          | Insieme (Puntata 6)          | Non partecipanti         | Non partecipanti    | Insieme                | [ N 3 ]                         |
| 5      | Simone Margagliotti     | 28     | fidanzati da 6 anni          | Separati (Puntata 5)         | Non partecipanti         | Non partecipanti    | Insieme                | [ N 4 ]                         |
| 5      | Sonia Barrile           | 25     | fidanzati da 6 anni          | Separati (Puntata 5)         | Non partecipanti         | Non partecipanti    | Insieme                | [ N 4 ]                         |
| 6      | Marco Raffaelli         | 31     | fidanzati da 4 anni          | Separati (Puntata 4)         | Insieme (Puntata 7)      | Insieme (Puntata 7) | Separati               | [ N 5 ]                         |
| 6      | Denise Rossi            | 36     | fidanzati da 4 anni          | Separati (Puntata 4)         | Insieme (Puntata 7)      | Insieme (Puntata 7) | Separati               | [ N 5 ]                         |
| 7      | Alessio Loparco         | 39     | fidanzati da 8 anni          | Non partecipanti (Puntata 1) | Separati (Puntate 3 e 7) | Insieme (Puntata 8) | Insieme                | [ N 6 ] [ N 7 ] [ N 8 ] [ N 9 ] |
| 7      | Sonia Mattalia          | 48     | fidanzati da 8 anni          | Non partecipanti (Puntata 1) | Separati (Puntate 3 e 7) | Insieme (Puntata 8) | Insieme                | [ N 6 ] [ N 7 ] [ N 8 ] [ N 9 ] |

## Tentatrici
L'età delle tentatrici si riferisce al momento dell'arrivo sull'isola delle tentazioni. Le tentatrici che partecipano a questa edizione sono 13:
| Tentatrici            | Età     | Professione                                | Nazionalità |
| --------------------- | ------- | ------------------------------------------ | ----------- |
| Eva Giusti            | 28 anni | Studentessa universitaria                  | Italia      |
| Marianna Furmiglieri  | 23 anni | Front office in una concessionaria di moto | Italia      |
| Alice Marzi           | 20 anni | Dipendente in un aeroporto                 | Italia      |
| Alessia "Ale" Paesani | 25 anni | Operatrice nel settore estetico            | Italia      |
| Rebecca Ruffinengo    | 22 anni | Oss                                        | Italia      |
| Ylenia Ngongas        | 30 anni | Insegnante di salsa e bachata              | Italia      |
| Arianna "Ary" Mercuri | 22 anni | Dipendente di un negozio di abbigliamento  | Italia      |
| Alessia Esposito      | 24 anni | Studentessa universitaria                  | Italia      |
| Claudia Bottalico     | 26 anni | Pizzaiola                                  | Italia      |
| Mariela Nunez Surel   | 27 anni | Modella e hostess d’immagine               | Italia      |
| Nicol Liori           | 27 anni | Magazziniera                               | Italia      |
| Marta Quaranta        | 21 anni | Studentessa universitaria                  | Italia      |
| Arianna               | 31 anni | Volontaria per animali                     | Italia      |

## Tentatori
L'età dei tentatori si riferisce al momento dell'arrivo sull'isola delle tentazioni. I tentatori che partecipano a questa edizione sono 13:
| Tentatori           | Età     | Professione                           | Nazionalità | Note     |
| ------------------- | ------- | ------------------------------------- | ----------- | -------- |
| Diego Di Fazio      | 43 anni | Tappezziere                           | Italia      | [ N 10 ] |
| Emanuele Fiori      | 29 anni | Fisioterapista                        | Italia      | [ N 11 ] |
| Flavio Ubirti       | 24 anni | Calciatore                            | Italia      |          |
| Lorenzo Spinelli    | 23 anni | Personal trainer                      | Italia      |          |
| Mariano Coppola     | 22 anni | Elettricista ed Attore (comparsa)     | Italia      |          |
| Francesco Farina    | 23 anni | Modello                               | Italia      | [ N 12 ] |
| Gabriele Merolla    | 20 anni | Data Web Analyst                      | Italia      | [ N 12 ] |
| Andrea Marinelli    | 29 anni | Caposquadra in una ditta di trasporti | Italia      |          |
| Alessandro Caldwell | 26 anni | Rappresentante di abbigliamento       | Italia      |          |
| Edoardo Cerami      | 25 anni | Service manager                       | Italia      |          |
| Matteo Piovan       | 28 anni | Tecnico metalmeccanico                | Italia      |          |
| Salvatore Guida     | 27 anni | Autista NCC                           | Italia      |          |
| Manuel Speranza     | 26 anni | Guardia giurata                       | Italia      |          |

## Ascolti
| Puntata | Messa in onda  | Rilevazione regolare | Rilevazione regolare | Rilevazione regolare | Rilevazione con Total Audience | Rilevazione con Total Audience | Rilevazione con Total Audience |
| Puntata | Messa in onda  | Telespettatori       | Share                | Fonte                | Telespettatori                 | Share                          | Fonte                          |
| ------- | -------------- | -------------------- | -------------------- | -------------------- | ------------------------------ | ------------------------------ | ------------------------------ |
| 1       | 3 luglio 2025  | 3 452 000            | 27,80%               | [ 6 ]                | 3 633 000                      | 28,73%                         | [ 7 ]                          |
| 2       | 10 luglio 2025 | 3 697 000            | 29,64%               | [ 8 ]                | 3 870 000                      | 30,51%                         | [ 9 ]                          |
| 3       | 17 luglio 2025 | 3 489 000            | 29,17%               | [ 10 ]               | 3 647 000                      | 29,98%                         | [ 11 ]                         |
| 4       | 23 luglio 2025 | 3 516 000            | 28,44%               | [ 12 ]               | 3 683 000                      | 29,26%                         | [ 13 ]                         |
| 5       | 24 luglio 2025 | 3 851 000            | 29,96%               | [ 14 ]               | 4 026 000                      | 30,80%                         | [ 15 ]                         |
| 6       | 29 luglio 2025 | 4 199 000            | 30,17%               | [ 16 ]               | 4 407 000                      | 31,10%                         | [ 17 ]                         |
| 7       | 30 luglio 2025 | 4 340 000            | 31,36%               | [ 18 ]               | 4 542 000                      | 32,23%                         | [ 19 ]                         |
| 8       | 31 luglio 2025 | 4 601 000            | 32,86%               | [ 20 ]               | 4 790 000                      | 33,66%                         | [ 21 ]                         |
| Media   | Media          | 3 893 000            | 29,93%               |                      | 4 075 000                      | 30,78%                         |                                |

- Nota 1: In termini di share, la première di questa edizione è la più vista nella storia del programma.
- Nota 2: Escludendo l'edizione di Vero amore (2005), in termini di telespettatori la puntata di giovedì 31 luglio è la più vista nella storia di Temptation Island. Questa puntata inoltre risulta anche essere l'ultima puntata più vista in termini di spettatori se si esclude Vero amore e la più vista in termini di share in tutta la storia del programma.
- Nota 3: Questa edizione, esclusa quella di Vero amore, con una media pari ad 3 893 000 telespettatori e il 29,93% di share, risulta la più vista nella storia di Temptation Island.